# هيلدر نيتو
هيلدر نيتو (بالبرتغالية: Hélder Graça Neto‏) هو لاعب كرة قدم أنغولي في مركز الهجوم، ولد في 5 سبتمبر 1982 في أنغولا. لعب مع ديبورتيفو داس أيفيس وديسبورتيفو تروفينسي ونادي فاماليساو.

## وصلات خارجية
- هيلدر نيتو على موقع قاعدة بيانات كرة القدم.إي يو (الإنجليزية)